# Chiesa cattolica in Costa d'Avorio
La Chiesa cattolica nella Costa d'Avorio è parte della Chiesa cattolica universale in comunione con il vescovo di Roma, il Papa.

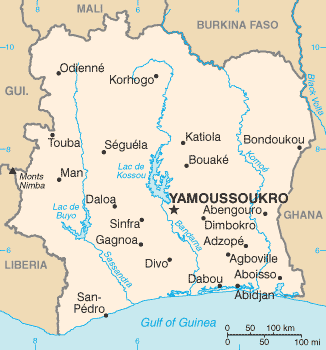
Costa d'Avorio

## Storia
Nel 1895 fu creata la prefettura apostolica della Costa d'Avorio separata dalla prefettura apostolica della Costa d'Oro (oggi arcidiocesi di Cape Coast in Ghana): la sua evangelizzazione fu affidata ai missionari della Società delle Missioni Africane. Nel 1960 è istituita la gerarchia ivoriana con la creazione dell'arcidiocesi di Abidjan. Nel 1994 vengono elevate ad arcidiocesi metropolitane le diocesi di Bouaké, Gagnoa e Korhogo. Nel concistoro del 2 febbraio 1983 l'arcivescovo di Abidjan Bernard Yago è creato cardinale, il primo del Paese. Papa Giovanni Paolo II visita per ben tre volte la Costa d'Avorio: nel 1980, nel 1985 e nel 1990.

## Organizzazione ecclesiastica
La Chiesa cattolica è presente nel Paese con 4 arcidiocesi metropolitane e 10 diocesi suffraganee:
- Arcidiocesi di Abidjan
  - Diocesi di Agboville
  - Diocesi di Grand-Bassam
  - Diocesi di Yopougon

- Arcidiocesi di Bouaké
  - Diocesi di Abengourou
  - Diocesi di Bondoukou
  - Diocesi di Yamoussoukro

- Arcidiocesi di Gagnoa
  - Diocesi di Daloa
  - Diocesi di Man
  - Diocesi di San Pedro-en-Côte d'Ivoire

- Arcidiocesi di Korhogo
  - Diocesi di Katiola
  - Diocesi di Odienné

## Statistiche
I fedeli cattolici corrispondono a circa 2,8 milioni di battezzati, pari al 17% della popolazione totale, con circa 800 preti e circa 1.500 uomini e donne appartenenti a ordini religiosi.
La basilica di Nostra Signora della Pace di Yamoussoukro, a Yamoussoukro, ispirata alla basilica di San Pietro di Roma, è una delle più grandi chiese del mondo.

## Nunziatura apostolica
La nunziatura apostolica in Costa d'Avorio fu istituita il 19 giugno 1972 con il breve Iussum quo di papa Paolo VI; la rappresentanza diplomatica fu inizialmente affidata al nunzio apostolico in Senegal. In forza del breve Quantum prosperitatis del medesimo papa Paolo VI del 1º maggio 1973 fu aperta una sede diplomatica distinta ad Abidjan con un proprio nunzio.

### Pro-nunzi apostolici
- Giovanni Mariani, arcivescovo titolare di Missua (19 giugno 1972 - 1º maggio 1973 cessato)
- Bruno Wüstenberg, arcivescovo titolare di Tiro (19 dicembre 1973 - 17 gennaio 1979 nominato pro-nunzio apostolico nei Paesi Bassi)

### Nunzi apostolici
- Justo Mullor García, arcivescovo titolare di Emerita Augusta (22 marzo 1979 - 3 maggio 1985 nominato osservatore permanente della Santa Sede presso l'Ufficio delle Nazioni Unite ed Istituzioni specializzate a Ginevra)
- Antonio Mattiazzo, arcivescovo titolare di Viruno (16 novembre 1985 - 5 luglio 1989 nominato arcivescovo, titolo personale, di Padova)
- Janusz Bolonek, arcivescovo titolare di Madauro (25 settembre 1989 - 23 gennaio 1995 nominato nunzio apostolico in Romania)
- Luigi Ventura, arcivescovo titolare di Equilio (25 marzo 1995 - 25 marzo 1999 nominato nunzio apostolico in Cile)
- Mario Zenari, arcivescovo titolare di Zuglio (12 luglio 1999 - 10 maggio 2004 nominato nunzio apostolico in Sri Lanka)
- Mario Roberto Cassari, arcivescovo titolare di Tronto (31 luglio 2004 - 14 febbraio 2008 nominato nunzio apostolico in Croazia)
- Ambrose Madtha, arcivescovo titolare di Naisso (8 maggio 2008 - 8 dicembre 2012 deceduto)
- Joseph Spiteri, arcivescovo titolare di Serta (1º ottobre 2013 - 7 marzo 2018 nominato nunzio apostolico in Libano)
  - Ante Jozić, arcivescovo titolare eletto di Cissa (2 febbraio 2019 - 28 ottobre 2019)[1]
- Paolo Borgia, arcivescovo titolare di Milazzo (28 ottobre 2019 - 24 settembre 2022 nominato nunzio apostolico in Libano)
- Mauricio Rueda Beltz, arcivescovo titolare di Cingoli, dal 16 giugno 2023

## Conferenza episcopale
L'episcopato locale è riunito nella Conferenza dei Vescovi Cattolici della Costa d'Avorio (Conférence des Evêques Catholiques de Côte d'Ivoire, CEcCI). Fondata nel 1970, la Conferenza Episcopale è stata riconosciuta ufficialmente il 16 febbraio 2007 da parte dello Stato ivoriano. Essa comprende tutti i vescovi cattolici del Paese, ordinari, emeriti e ausiliari. Ha la sua sede ad Abidjan.
La Conferenza episcopale si compone di cinque organismi: l'Assemblea plenaria, il Consiglio permanente, il Consiglio di Presidenza, il Consiglio per gli Affari Economici, la Segreteria Generale. L'Assemblea Plenaria è l'autorità suprema della Conferenza dei Vescovi della Costa d'Avorio; essa riunisce tutti i vescovi due volte all'anno. Il Consiglio permanente è composto dal Presidente e dal Vicepresidente della CECI, dai cardinali ivoriani, e dall'Ordinario del luogo in cui si trova la sede sociale della Conferenza. Il Consiglio di Presidenza è composto da Presidente, dal Vicepresidente e dal Segretario Generale della CECI: essa ha lo scopo di preparare le riunioni del Consiglio permanente e le sintesi da pubblicare.
La CECI è membro della Regional Episcopal Conference of West Africa (RECOWA) e del Symposium of Episcopal Conferences of Africa and Madagascar (SECAM).
Elenco dei Presidenti:
- Bernard Yago, cardinale, arcivescovo di Abidjan (1970 - 1993)
- Auguste Nobou, arcivescovo di Korhogo (1993 - 1999)
- Vital Komenan Yao, arcivescovo di Bouaké (1999 - 2005)
- Laurent Akran Mandjo, vescovo di Yopougon (luglio 2005 - giugno 2008)
- Joseph Aké Yapo, arcivescovo di Gagnoa (giugno 2008 - giugno 2011)
- Alexis Touably Youlo, vescovo di Agboville (giugno 2011 - 21 maggio 2017)
- Ignace Bessi Dogbo, arcivescovo di Korhogo (21 maggio 2017 - 4 giugno 2023)
- Marcellin Yao Kouadio, vescovo di Daloa, dal 4 giugno 2023

Elenco dei Vicepresidenti:
- Gbaya Boniface Ziri, vescovo di Abengourou (25 maggio 2014 - 21 maggio 2017)
- Jean-Jacques Koffi Oi Koffi, vescovo di San Pedro-en-Côte d'Ivoire (21 maggio 2017 - 4 giugno 2023)
- Bruno Essoh Yedoh, vescovo di Bondoukou, dal 4 giugno 2023

Elenco dei Segretari generali:
- Presbitero Emmanuel Wohi Nin (1º settembre 2015 - 2 giugno 2024)
- Presbitero Emile Kélignon, dal 2 giugno 2024